# Sant Pere de Murinyols
Sant Pere de Murinyols, és una capella del municipi de Torà (Solsonès), coneguda també com a Sant Pere dels Empalous. És un monument protegit i inventariat dins el Patrimoni Arquitectònic Català.

## Situació
La capella està situada al cap del Tossal de Sant Pere, al sud del nucli de Torà, des d'on presideix l'extensa zona de camps de conreu de la partida dels Empalous, per això se la coneix popularment i de forma prioritària amb aquest nom. La vista s'allarga, al sud i l'est, per les costes de Palou i Vicfred fins a Ivorra i els seus entorns; al nord, es domina la vall del Llobregós, sota les serres de l'Aguda i de Pinós, i a l'oest es contempla el conjunt de serres i turons gipsosos típics del centre de la vall.
S'hi accedeix sortint del nucli de Torà en direcció a Calaf. Passat el pont de la riera de Cellers (41° 48′ 31.96″ N, 1° 24′ 12.11″ E / 41.8088778°N,1.4033639°E), es pren la carretera a la dreta, asfaltada, direcció a Palouet (senyalitzat). Als 2,7 km. (41° 47′ 28.41″ N, 1° 22′ 57.57″ E / 41.7912250°N,1.3826583°E), s'agafa una pista a la dreta. És apta per vehicles normals. Als 200 metres continuem per la pista de la dreta (més fressada) i arribarem als plans superiors dels Empalous, des d'on ja s'albira i s'accedeix a peu a la capella aprofitant el millor pas.

## Descripció
Al capdamunt del petit pujol on es troba la capella, originàriament hi havia una torre de guaita, de la qual es va aprofitar part del seu perímetre per construir l'absis. S'accedeix a l'interior a través d'una porta rectangular amb llinda, on apareix la següent inscripció "R. St. 1985". Damunt d'aquesta porta trobem una petita obertura rectangular que proporciona llum a l'edifici. A l'interior podem observar una nau amb volta de canó i un arc apuntat que diferencia el presbiteri, que queda mínimament elevat per un esgraó. L'exterior de l'edifici presenta un aparell de petits carreus irregulars amb restes de morter i una coberta a dues aigües.

## Notícies històriques
Segons la tradició on hi ha la capella hi havia un murinyol, una torre petita de guaita del temps de la reconquesta. D'aquí ve un dels noms amb què és coneguda la capella. L'altre, apareix en un document de l'any 1429 en el que s'esmenta una propietat a l'Ampalou en el comellar de Sant Pere que paga el cens a l'església de Sant Gil de Torà. A l'interior hi trobem la data 1615, moment en què es degué reedificar la capella, ja que el 25 d'abril del mateix any el rector Joan Jeroni Grau beneí la capella i organitzà una processó a la qual assistiren el doctor Bernat Salba i els habitants de Torà i l'Aguda.

## Aplec
La capella gaudeix d'una reconeguda devoció popular a Palouet i a Torà, i, cada any, per la festa de la Invenció de la Santa Creu, el 3 de Maig, s'hi celebra la Missa i benedicció del terme. L'ermita té uns Goigs dedicats a Sant Pere.